# 恩貢古恩博
8°59′S 14°56′E / 8.983°S 14.933°E
恩貢古恩博（葡萄牙語：Gonguembo），是安哥拉的城鎮，位於該國西北部，由北廣薩省負責管轄，南鄰上戈隆戈，面積1,400平方公里，2014年人口6,865，人口密度每平方公里5人。